# Hymenelia rhodopis
Hymenelia rhodopis är en lavart som först beskrevs av Søren Christian Sommerfelt, och fick sitt nu gällande namn av Lutzoni. Hymenelia rhodopis ingår i släktet Hymenelia, och familjen Hymeneliaceae. Arten är reproducerande i Sverige.